# Eisbein

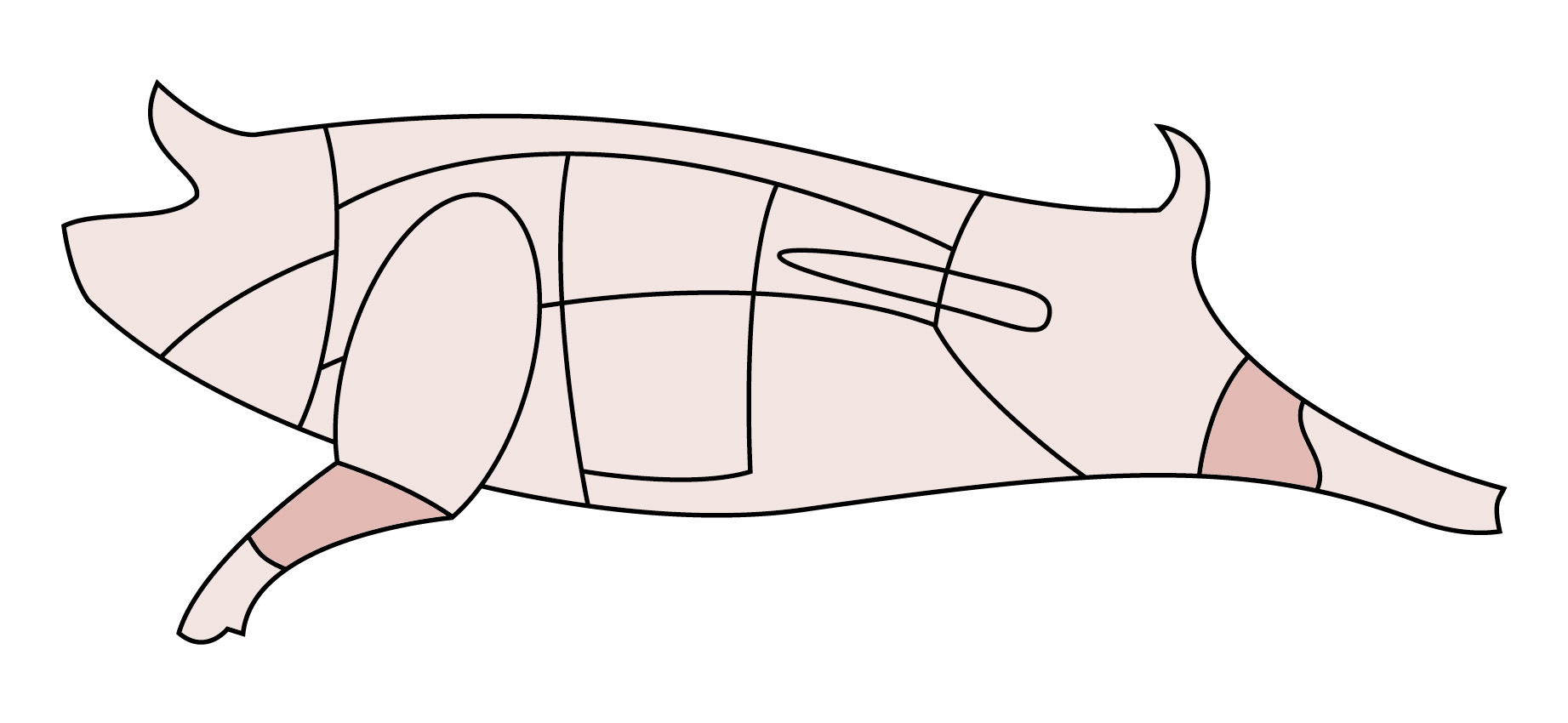
Eisbein

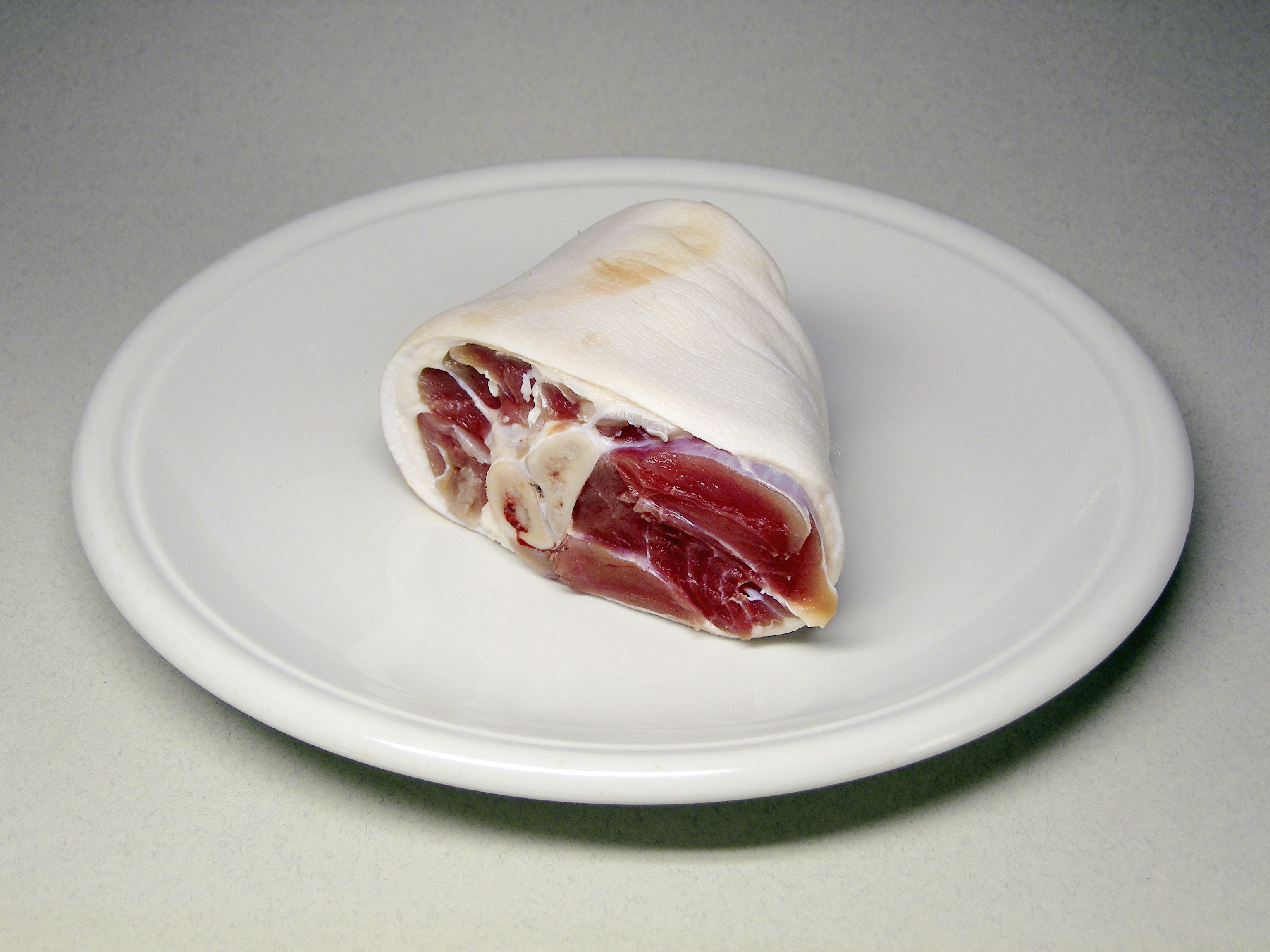
Gepökeltes Eisbein

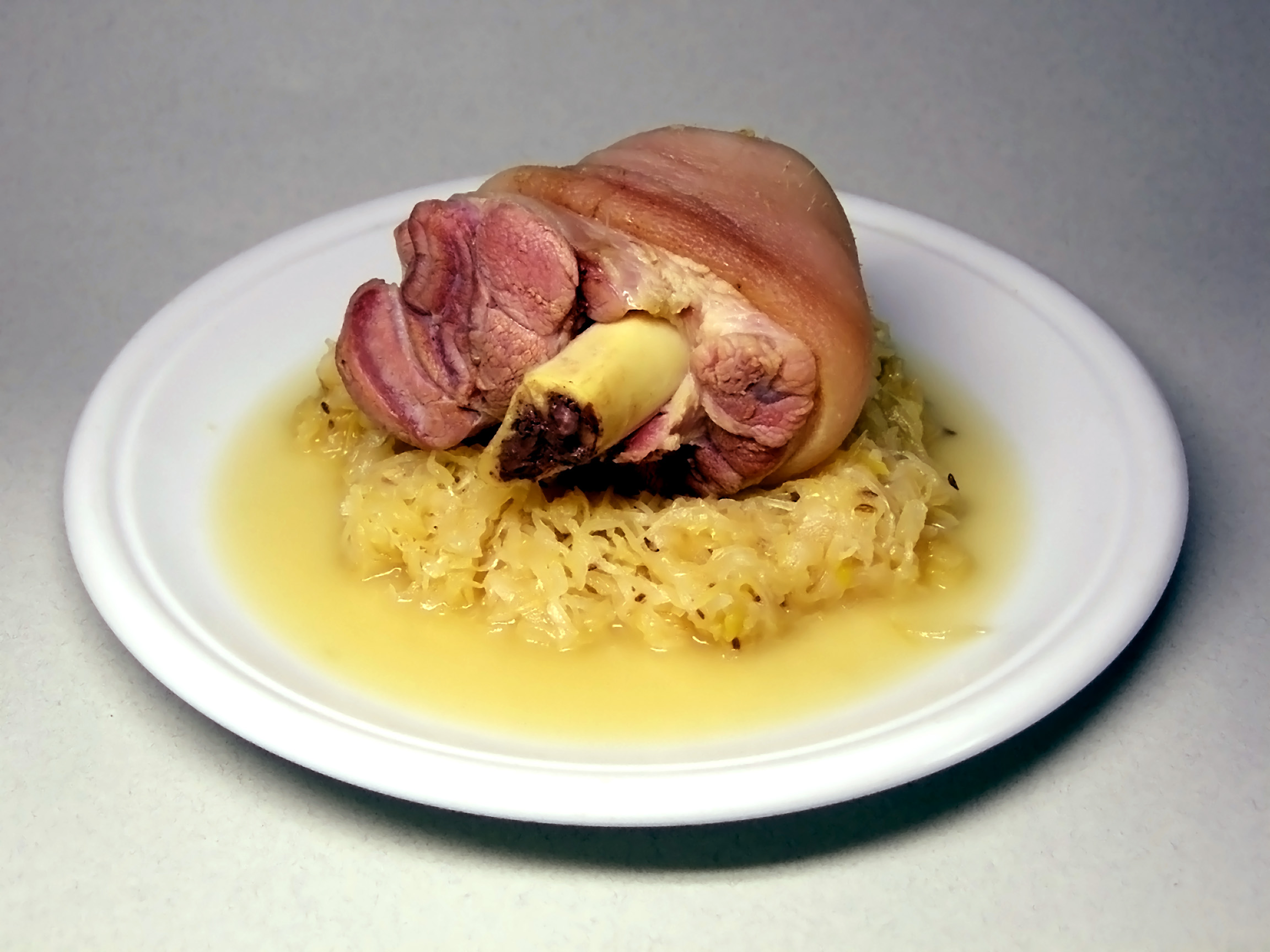
Gepökeltes Eisbein, gekocht mit Sauerkraut

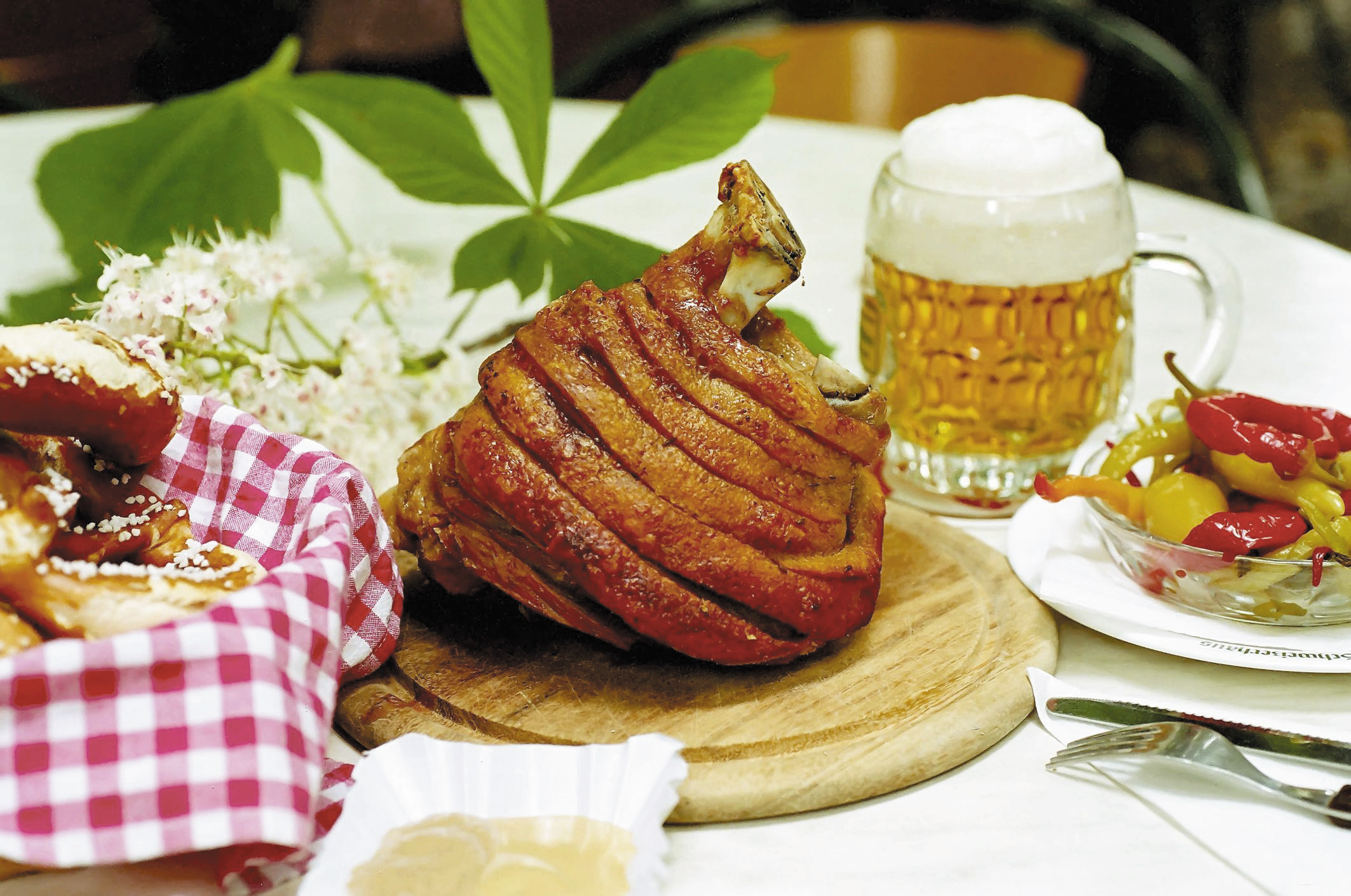
Gegrillte Stelze (gebackene Schweinshaxe)

Das Eisbein – auch Hachse, Haxe, Hechse, bairisch Haxn (bzw. Schweinshaxn), rheinisch Häm(m)chen, hessisch Haspel, magdeburgisch Bötel, fränkisch Knöchla oder Adlerhaxe, österreichisch Stelze, schweizerisch Wädli oder Gnagi genannt – ist ein Fleischgericht vom Teil des Beins vom Schwein, der sich zwischen Knie- oder Ellenbogengelenk und den Fußwurzelgelenken befindet und beim Menschen dem Unterarm oder dem Unterschenkel entspricht.
Eisbein ist stark durchwachsen und von einer dicken Fettschicht umgeben. Das Fleisch ist sehr zart und aromatisch, muss aber lange gegart werden. Es sollte sich bei allen Garmethoden, gekocht oder gegrillt, leicht vom Knochen lösen lassen.

## Zubereitung
Die Zubereitungsweise ist regional unterschiedlich, es gibt jedoch zwei Hauptvarianten: Während es in Norddeutschland und Polen meist vorgepökelt und dann gekocht wird, wird es in Süddeutschland, Tschechien und Österreich in der Regel ungepökelt im Ofen gebraten oder gegrillt, wodurch sich die Schwarte in eine mürbe Kruste verwandelt. Das Ergebnis dieser Zubereitung wird als Haxe bezeichnet, während Eisbein immer die gekochte Variante bezeichnet.
Meist wird es zu einfachen deftigen Gerichten verwendet, in Berlin zum Beispiel gekocht mit Erbspüree, in Franken als „Kraut und Knöchla“ mit Sauerkraut und Kartoffelpüree oder Brot. Für die österreichische Zubereitung („Stelze“) wird es oft in einem Knoblauch-Kümmel-Sud vorgekocht, wonach es in den Ofen oder auf den Grill kommt, bis die Haut knusprig ist. Stelze wird traditionell mit Senf, Kren (Meerrettich) und in Essig eingelegtem Gemüse serviert.
Der Genuss von Eisbein wird häufig auch als gesellige Veranstaltung von Vereinen mit teilweise über 5000 Teilnehmern durchgeführt. In Österreich wird es auch in Verbindung mit dem Kartenspiel Schnapsen als sogenanntes Stelzenschnapsen veranstaltet, wobei man jeweils eine „Stelze“ (Eisbein) gewinnen kann.

## Etymologie

### Eisbein
Für die Herkunft des Wortes Eisbein gibt es unterschiedliche Erklärungen. Nach der einen geht es auf althochdeutsch īsbēn zurück, ein altes Wort aus der Fachsprache von Jägern und Medizinern für das Hüftbein, vermutlich entlehnt aus lateinisch ischia „Hüftgelenk“, seinerseits von griechisch ischíon „Hüftbein“, das durch Bedeutungsverschiebung erst im Neuhochdeutschen den Unterschenkel bezeichnet.
Eine alternative, wohl volksetymologisch basierte Erklärung ist, dass sich Eisbein von der früher üblichen Verwendung der Schienbeine als Material für Schlittschuhkufen ableitet, im Norwegischen islegg genannt, zu legg „Bein, Knochenröhre“.
Umgangssprachlich werden auch kalte Füße als Eisbeine bezeichnet.

### Hachse
Die Bezeichnungen Hachse, Hechse, Haxe gehen auf althochdeutsch hāhs(i)na „Achillessehne, Kniebug des Hinterbeins“ zurück. Zugrunde liegt ein germanisches *hanh(a)-sinu; die Grundbedeutung ist also „Fersensehne“. Der Bezug zu „hängen“ im Vorderglied kommt daher, dass Schlachttiere an den Sehnen der Hinterbeine aufgehängt werden können.